# Мэгун, Гораций
Гораций Мэгун (23 июня 1907, Филадельфия, Пенсильвания, США — 6 марта 1991, Санта-Моника, Калифорния, США) — американский врач, нейроанатом и нейролог.

## Биография
Родился 23 июня 1907 года в Филадельфии. В 1929 году окончил Государственный колледж, в 1931 году окончил Сиракьюсский университет и в 1934 году окончил медицинскую школу при Северо-Западном университете. С 1934 по 1950 год работал в Институте нейрологии при Северо-Западном университете, в 1943 году был избран профессором. С 1950 по 1991 год работал в Лос-Анджелесском университете. В 1950 году был избран профессором, а в 1962 году был избран деканом.
Скончался 6 марта 1991 года в Санта-Монике.

## Научные работы
Основные научные работы посвящены проблемам общей физиологии и физиологии ЦНС. Основоположник учения об активирующем влияние ретикулярной формации на кору головного мозга.
- Изучал влияние ретикулярной формации ствола мозга на деятельность коры головного мозга и на спинной мозг.
- Установил функциональную разнородность структур ретикулярной формации.

## Избранные сочинения
- Мэгун Г. Учебник по физиологии, 1959.

## Членство в обществах
- Почётный доктор ряда университетов.
- Член Американской академии искусств и наук.
- Член Американской академии нейрологии.
- Член Американской ассоциации анатомов.
- Член Американской неврологической ассоциации.
- Член Американского физиологического общества.
- Член Американского электроэнцефалографического общества.
- Член НАН США.